# تكامل ظاهري
يحدث تكامل النمط الظاهري في الكائنات الحية عندما ترتبط صفات شكلية متعددة وظيفيًا ببعضها البعض. تتطلب الأنماط الظاهرية المعقدة غالبًا صفات متعددة تتكامل معًا حتى تعمل بشكل صحيح. يعتبر تكامل النمط الظاهري مهمًا لأنه يقدم تفسيرًا لكيفية الحفاظ على الأنماط الظاهرية من خلال العلاقات بين الصفات.
إن كل نمط ظاهري للكائن الحي متكامل ومنظم ووظيفي، ويرتبط هذا التكامل أيضًا بالوحدات النمطية الوظيفية، وهي وحدات شخصية معقدة مرتبطة ارتباطًا وثيقًا. يُفترض أن الكائنات الحية التي تملك ارتباطات متطورة بين السمات الظاهرية تتمتع بأكثر الوظائف كفاءة.
تعتمد الأنماط الظاهرية على الصفات الظاهرية الأخرى، ما يجعلها مهمة لتطور تلك الصفات بشكل مشترك. يمكن أن يشارك التكامل الظاهري في جوانب متعددة من الحياة على المستوى الجيني والمستوى الوظيفي. يمكن أن يحدث التكامل بسبب العلاقات الجينية أو البيئية أو الفيزيولوجية بين الكائنات الحية. يمكن أن تغير الظروف البيئية التكامل أو تحرض عليه، والانتقاء الترابطي هو شكل من أشكال الانتقاء الطبيعي يمكن أن ينتج عنه تكامل ظاهري. يمكن أن يحدث التكامل بسبب تعدد الأشكال الظاهرية أو الارتباط الوثيق بينها أو نتيجة اختلال التوازن بين الجينات غير المرتبطة. يمكن تفسير التكامل الظاهري على مستوى النمو الحيوي بإشارات الخلية الخلوية كما هو الحال في تطور العيون خارج الرحم في ذبابة الفاكهة. يُعتقد أن أنماط التغير الجيني ساعدت في تمييز أنواع معينة من الكائنات الحية، ويمكن لها أن تخلق تباينًا بين بعض الأنماط الظاهرية، وهو أمر مهم لأن التكامل قد يلعب دورًا كبيرًا في تطور النمط الظاهري. يساهم تكامل النمط الظاهري وتطوره في تكوين كميات كبيرة من التنوع بين الأنماط الظاهرية التي يمكن أن تسبب تباينًا بين الأنواع الحية، فعلى سبيل المثال تتنوع أنماط الألوان عند ثعابين غارتر على نطاق واسع وتنتج عن التباين بين الأنماط الظاهرية المتعدد لديها.

## الأصل
كتب العالمان أولسون وميلر في عام 1958 أول كتاب يتعلق بموضوع تكامل النمط الظاهري وذلك بعد فترة وجيزة من الكشف عن بنية الحمض النووي. استخدم مصطلح التكامل لأول مرة في إشارة إلى علم الوراثة من قبل العالمين، وبعد أولسون وميلر أجريت دراسات عديدة حول التكامل بين الكائنات الحية على مدى سنوات عديدة، وكانت أول دراسة واسعة النطاق من خلال نموذج جيني للتكامل المورفولوجي الذي صممه لاندي عام 1980، ومع ذلك فإن أول صياغة لمصطلح تكامل النمط الظاهري كانت بريستون وبيغليوشي في كتابهما (تكامل النمط الظاهري) والذي ساهم في توضيح قوانين التكامل وبعض القضايا النظرية المتعلقة بها.

## أمثلة
أظهرت إحدى الدراسات على الضفادع السامة أن التكامل الظاهري قد يكون مسؤولًا عن بعض خصائصها، مثل استخدام الألوان التحذيرية لردع الحيوانات المفترسة، وأظهرت هذه الدراسة أيضًا أن التخصص في النظام الغذائي والدفاع الكيميائي متكاملان ويساعدان في قدرة الضفدع على التسميم.
بحثت دراسة أخرى العلاقة بين الزخارف الجنسية والتكامل الظاهري، ويبدو أن هناك مفارقة فمن المتوقع أن تكون الصفات الجنسية أقل تكاملًا من أجل تعبير أكبر وأكثر تكاملًا للإشارة بشكل أفضل إلى الجودة الفيزيولوجية، ومع ذلك في حالة عصفور المنزل تختار طيور المنزل الأنثوية الذكور بناءً على احتمالية أن يكون الذكر أبًا مناسبًا. تبني الإناث اختيارهن للسلوك الأبوي الذكوري اعتمادًا على الزخرفة الجنسية للذكور، وبالتالي فإن اختيار الإناث يجمع بين التكامل الخاضع للسيطرة الهرمونية للسلوك الجنسي الذكري والزخرفة الجنسية الذكرية.
أظهرت دراسات حديثة أنماطًا متوازنة من الناحية التطورية للتكامل الظاهري في الأوراق ومورفولوجيا الأزهار وكذلك في مورفولوجيا بعض أعضاء الحيوانات.